# Incontri di Saretto
(Dante Livio Bianco, Guerra Partigiana, Torino, 1954.)
Gli incontri di Saretto sono stati un evento rientrante nei rapporti di intesa e collaborazione tra la resistenza italiana e la resistenza francese. Ebbe luogo a Saretto nel comune di Acceglio (CN), il 30 maggio 1944. Parteciparono da parte italiana Dante Livio Bianco commissario politico del secondo settore (i settori coi quali il CLN aveva diviso il Piemonte), rappresentante del CLN piemontese, Ezio Aceto comandante dello stesso settore, e Luigi Ventre rappresentante del terzo settore; da parte francese Max Juvenal (Maxence), comandante politico e militare della seconda regione francese e il suo vice Maurice Plantier
A conclusione dei colloqui venne stilato un documento, noto come "Patti di Saretto", dal contenuto di solidarietà, sia tra i popoli francese e italiano nella lotta contro il nazifascismo, ed anche politico.